# SNR G178.2−4.2
SNR G178.2−4.2 – pozostałość po supernowej odkryta w 2011 w ramach chińsko-niemieckiego programu przeglądu nieba w częstotliwości 5 GHz położona w gwiazdozbiorze Byka.

## Nazwa
Akronim „SNR” jest skrótem angielskich słów supernova remnant, czyli „pozostałość po supernowej”. Druga część oznaczenia, „G178.2−4.2”, to przybliżone współrzędne obiektu według systemu współrzędnych galaktycznych. Obiekt nie ma nazwy potocznej.

## Charakterystyka
Pozostałość ma rozmiary kątowe 72×62 minut kątowych. Obiekt emituje bardzo słabe promieniowanie radiowe, pod względem siły emisji jest to drugi najsłabszy znany obiekt tego typu.